# 地塞米松

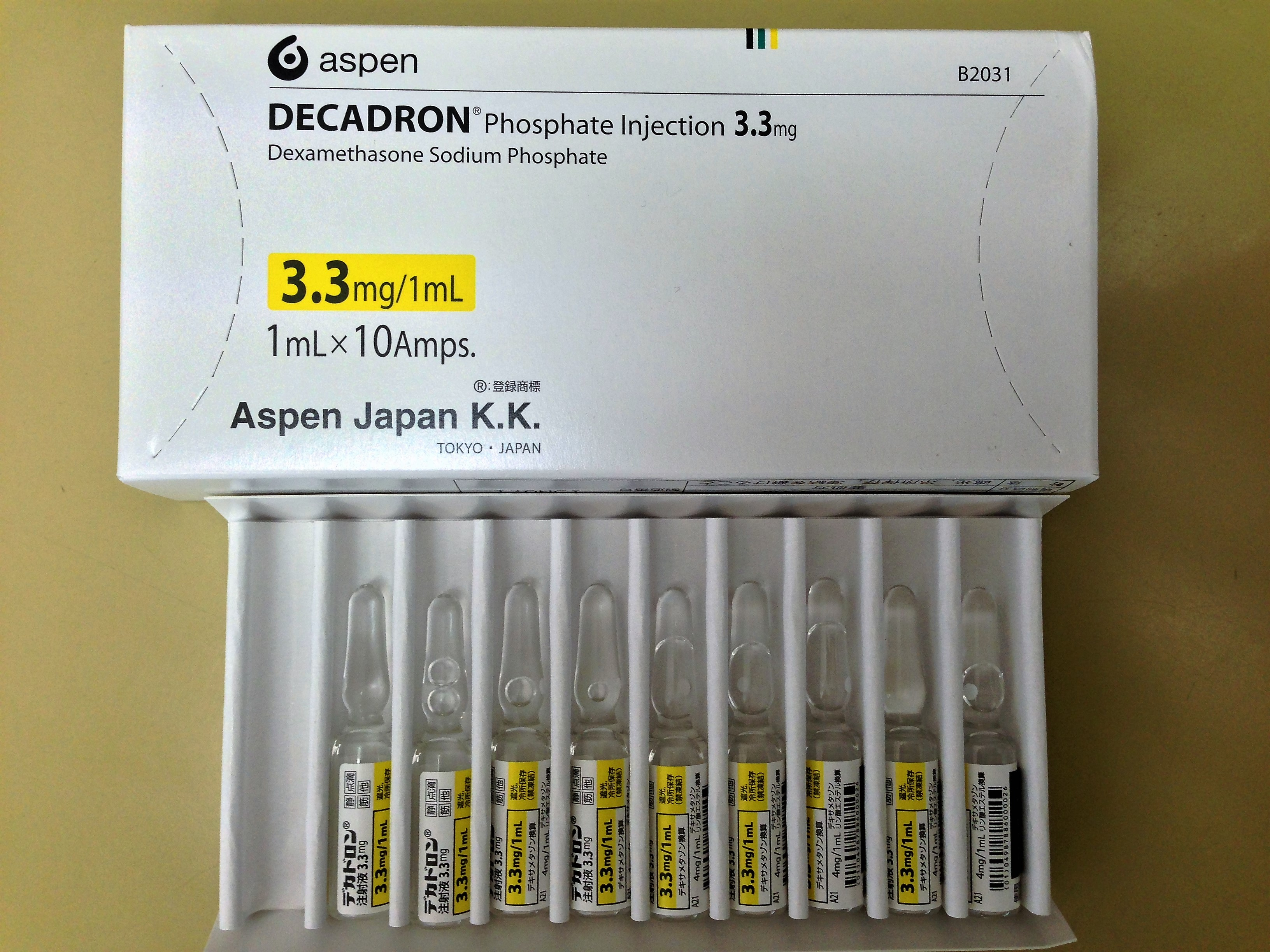
容纳于安瓿中的地塞米松

地塞米松（INN：dexamethasone，DXM，DXMS）简称地米，是一种人工合成的糖皮质激素，作为弱效抗炎类固醇藥物，可治療多種疾病，包含風濕性疾病，某些皮膚病、嚴重過敏、哮喘、慢性阻塞性肺病、膜性喉炎、腦水腫，也可能與抗细菌药合併用於結核病患者。對於腎上腺皮質機能不全的患者須併服具有盐皮质激素的藥物，例如富能錠等等。早產嬰兒使用地塞米松能改善預後。本品通常一天內即開始發揮藥效，藥效可維持約三天左右。
長期使用地塞米松會導致念珠菌症、骨質流失、白內障、容易瘀青，或肌肉疲乏。本品的在美國的懷孕分級為C級，需評估用藥成效大於副作用才能給藥；在澳洲則被評為A級，表示本品常用於孕婦，且沒有證據顯示會對胎兒造成危害。哺乳期間不可服用此藥，本品具有消炎及免疫抑制的效果。
地塞米松於1957年首次合成，並列名於世界卫生组织基本药物标准清单之中，為基礎公衛體系必備藥物之一。本品價格低廉，在美國一個月療程通常花費低於252美元。在印度，早產療程一次僅需0.5美元。地塞米松在大多數國家都能輕易取得。

## 功效
- 常被用作抑制或防止药物过敏反应。

### 消炎
地塞米松可被用来治疗许多炎症，如類風濕性關節炎。 也经常在某些牙科手术（如拔除智齿）后被用来消肿。有时与曲安奈德合用治疗足底筋膜炎。有时也在发生過敏性休克时大剂量地使用。在使用心脏起搏器时，常被用来减少炎症反应的作用。也被用来与抗生素合用治疗细菌性脑膜炎。和新福林、洁霉素合用制成复方去氧肾上腺素可缓解和治疗过敏性、慢性鼻炎。

### 肿瘤使用
在肿瘤方面，它可用于癌症患者接受化疗时抵制某些副作用。地塞米松与可止吐的5-HT3受体拮抗剂昂丹司琼有相似性。地塞米松也用在某些恶性血液病，特别是多發性骨髓瘤，有单独给予地塞米松或连同酞胺哌啶酮或组合阿霉素和长春新碱的VAD治疗方案。在脑肿瘤治疗方面，地塞米松可用来对付水肿（这可能挤压其他大脑结构）的发展。

### 内分泌
地塞米松可用于先天性肾上腺皮质增生。经常被用于妇产科。但目前地塞米松对母亲和胎儿的影响尚不清楚。

### 高原反应
地塞米松可用于治疗高原腦水腫和肺水肿。人们在登山探险时携带地塞米松，以帮助高山症治療。

### 妇产科
地塞米松可以促进胎儿的肺部的成熟。但这个功效也有一定的危险性。

### 兽药
地塞米松可与马波沙星、克霉唑和Aurizon（CAS 115550-35-1）合用以治疗狗或鸟等的耳部感染或过敏。它也可以与三氯噻嗪合用治疗马匹的四肢肿胀、青肿。

### 2019冠狀病毒病
有药物试验结果显示，地塞米松可令2019冠狀病毒病重症患者的死亡率降低约三分之一。2020年6月16日，英国卫生部批准地塞米松可用于公立医疗机构內的2019冠狀病毒病重症患者。

## 禁忌症
有些禁忌是相对的：
- 现有的胃肠道溃疡
- 库兴氏症候群
- 严重的形式心功能不全
- 重度高血压
- 糖尿病失控
- 全身结核病
- 重症系统性病毒，细菌和真菌感染
- 存在广泛的角型青光眼
- 骨质疏松症

## 药物相互作用
- 非甾体抗炎药和酒精：胃肠道溃疡风险增加
- 口服降糖药物和胰岛素：可能要调整降糖疗法
- 其他（与某些抗生素，激素，麻黄素，地高辛）药物相互作用。

## 副作用
如果使用地塞米松超过了几天，常见的系统性糖皮质激素副作用可能发生。这些副作用包括： 
- 胃部不适，增加胃溃疡敏感度
- 增加食欲，导致体重显著增加
- 潜在的糖尿病患者：葡萄糖不耐症是加重患者原有糖尿病。
- 精神病，包括人格改变，易怒，兴奋，躁狂
- 骨质疏松症的长期治疗：病理性骨折（如髋关节）
- 肝酶升高，脂肪肝豆状核变性（通常是可逆的）
- 常见依赖戒断综合征。
- 眼压增加，某些类型的青光眼，白内障
- 皮肤科：痤疮，过敏性皮炎，皮肤干燥鳞片，瘀斑，紅斑，受损的伤口难愈合，增加出汗，皮疹，皮纹，并影响皮肤反应试验（皮试）的结果
- 过敏反应（尽管很少）：血管性水肿（极不可能的，因为给予地塞米松是为了防止过敏性反应）
- 其他的副作用已注意到，并应引起关注。

长期服用地塞米松会破坏内分泌系统，导致多腺体萎缩、循环衰竭，直至下半身甚至四肢瘫痪，是内分泌紊乱导致心肾受损所至，这类药只能应急，不应用作长期的消炎。

## 用量
- 休克：首4日8毫克静脉注射，如有需要可重复，总剂量24mg。
- 免疫性疾病和炎症：长期治疗0.5至1.5毫克，每天口服。避免超过每天1.5毫克（避免产生更严重的副作用）。
- 佐剂或部分化疗：遵医嘱（因人而异）

## 外部連結
- .   [2014-01-04]. （原始内容存档于2008-06-15）.
- . U.S. National Library of Medicine: Drug Information Portal.   [2014-01-04]. （原始内容存档于2013-07-03）.